# Пинны
Пи́нны (лат. Pinna) — род морских двустворчатых моллюсков семейства Pinnidae. Известен из мелового периода.
Раковина удлинённая, клиновидная, длиной от 80 до 90 см. Острым концом моллюск прикрепляется к твёрдым предметам на морском дне при помощи сети из нитей биссуса.
Наиболее полно изучена благородная пинна (Pinna nobilis), обитающая в Средиземном море. В древности этого моллюска добывали ради биссуса, из которого затем получали дорогостоящую ткань виссон.

## Виды
- Pinna carnea
- Благородная пинна (Pinna nobilis)
- Pinna rudis